# The Greatest (canção de Michelle Williams)
"The Greatest" (em português:  "O Melhor") é uma canção gravada pela cantora e compositora Michelle Williams, escrita por Rico Love e produzida por Jim Jonsin para seu terceiro álbum de estúdio, Unexpected. A canção foi lançado como segundo single do álbum em 9 de Setembro de 2008. Estreou na Billboard Hot Dance Club Songs no número cinquenta e quatro e eventualmente atingindo a primeira posição.

## Lançamento
Stop This Car estava previsto para ser o segundo single do álbum , mas , The Greatest teve maior aceitação do público. Foi lançado oficialmente no dia 09 de Setembro de 2008. A música ganhou mais reconhecimento após ser usada no filme Noah's Arc: Jumping The Broom. 

## Videoclipe
O video foi filmado no dia 22 de Setembro em Los Angeles e foi dirigido por Thomas Kloss. O video estreou em 20 de Outubro de 2008 pelo Yahoo!
O vídeo mostra Michelle em sua cama com um vestido preto, são mostrada cenas de homens ao decorrer do vídeo.

## Desempenho
The Greatest estreou no número cinquenta e quatro no Hot Dance Club Songs e eventualmente
atingiu o topo da parada, tornando-se o segundo single de Michelle á entrar no Top5.
Também chegou ao número vinte e cinco no Global Dance Tracks.
O single foi listado no número trinta e nove no grafíco do final da decada (2000-2009) Hot Dance Club Songs , logo atrás de Lose My Breath que Michelle gravou com o grupo Destiny's Child.

## Faixas
- Download Digital

1. "The Greatest" (Versão do álbum) – 3:32
2. "The Greatest" (Jason Nevis Radio Edit) – 4:09
3. "The Greatest" (Jason Nevins Extended Club Remix) – 7:03
4. "The Greatest" (Maurice Joshua Nu Soul Remix) – 7:04
5. "The Greatest" (D Roc Mainstream Mixshow Club Remix) – 6:14
6. "The Greatest" (D Roc Mainstream Mixshow Radio Remix) – 3:50
7. "The Greatest" (Mr. Mig Radio Remix) – 4:19
8. "The Greatest" (Mr. Mig Radio Extended Remix) – 7:16
9. "The Greatest" (Maurice's Nu Soul Radio Remix) – 4:39
10. "The Greatest" (Maurice's Nu Soul Main Remix) – 7:09

- Remix dos EUA — EP

1. "The Greatest" (Redtop Remix - Club Version) - 6:47
2. "The Greatest" (Mark Picchiotti Remix - Club Version) - 7:50
3. "The Greatest" (Craig C. & Niques Master Remix - Club Version) - 7:30
4. "The Greatest" (Zigmund Slezak Remix - Club Version) - 7:09
5. "The Greatest" (Dan McKie Remix - Club Version) - 7:30
6. "The Greatest" (Catalyst Remix - Main) - 3:55
7. "The Greatest" (Jason Nevins Remix - Extended Club Mix) - 7:00
8. "The Greatest" (Maurice's Nu Soul Remix - Main) - 7:00
9. "The Greatest" (Mr. Mig & D. Roc Mainstream Mixshow Edit - Extended Club Mix) - 6:12
10. "The Greatest" (Mr. Mig Extended Club Mix) - 7:16

## Posições nas tabelas musicais
| País — Tabela musical (2008)                      | Posição de pico |
| ------------------------------------------------- | --------------- |
| Estados Unidos — Hot Dance Club Songs (Billboard) | 1               |

| Fim de ano                                        | Fim de ano |
| País — Tabela musical (2008)                      | Posição    |
| ------------------------------------------------- | ---------- |
| Estados Unidos — Hot Dance Club Songs (Billboard) | 39         |